# Bristol Premier Combination
De Bristol Premier Combination is een Engelse regionale voetbalcompetitie die opgericht werd in 1957. De divisie bevindt zich op het 12de niveau in de Engelse voetbalpyramide en is een van de 3 leveranciers voor de Gloucestershire County League. De Combination zelf put clubs uit de Bristol and District League

## Clubs 2006/07

### Premier Division
AEK Boco | 
Bitton Reserves | 
Brimsham Green | 
Chipping Sodbury Town | 
Hallen Reserves | 
Hartcliffe | 
Highridge United Reserves | 
Longshore | 
Nicholas Wanderers | 
Rangeworthy | 
Roman Glass St. George Reserves | 
Shaftesbury Crusade | 
Totterdown United | 
Wick (Gloucs)

### Division One
Fishponds Athletic | 
Frampton Athletic Rangers | 
Greyfriars Athletic | 
Henbury Old Boys Reserves | 
Hillfields Old Boys | 
Iron Action | 
Olveston United | 
Patchway Town Reserves | 
Seymour United | 
South Bristol Central | 
St. Philips Marsh Adult School | 
Talbot Knowle | 
Warmley Saints | 
Winterbourne United Reserves

## Recente kampioenen
| Seizoen | Premier Division | Division One     |
| ------- | ---------------- | ---------------- |
| 2002-03 | Bitton Reserves  |                  |
| 2003-04 | Sea Mills Park   | Longshore        |
| 2004-05 | Hallen Reserves  | Brimsham Green   |
| 2005-06 | Hanham Athletic  | Chipping Sodbury |